# 天児直美
天児 直美（あまこ なおみ、1942年4月8日 - ）は、日本の俳人、浄土真宗の僧侶。俳号は照月。
岡山県生まれ。弟は天児慧。国立音楽大学卒。俳号・照月。ピアノ専攻。大学三年の時に作家・江馬修のもとへ出入りするようになり、1972年、江馬は戦後夫婦同然であった豊田正子と別れ、江馬の没時まで生活を共にした。江馬没後、美作女子大学短期大学部教授として音楽と江馬研究をしていたが、定年後、岡山県勝田郡勝央町の正行寺住職となる。

## 著書
- 『炎の燃えつきる時 江馬修の生涯』春秋社 1985
- 『魔王の誘惑 江馬修とその周辺』春秋社 1989
- 『二度わらべ 老人看護奮戦記』影書房 1992
- 『寒鴉 句集 天児照月』影書房 2003

## 参考
- 『文藝年鑑』2007

## 註
1. ↑  高島俊男『本が好き、悪口言うのはもっと好き』文春文庫、1998年、p.266
2. ↑  “作州路　vol.11　2008/3（PDF)”.   岡山県勝央町. 2018年8月20日閲覧。